# 国際トラベル・ホテル・ブライダル専門学校
国際トラベル・ホテル・ブライダル専門学校（こくさい-せんもんがっこう）は、航空･旅行･ホテル･ブライダル･テーマパーク関連の業務を習得する私立専修学校。学校法人中村学園が運営主体。
千葉県唯一の観光総合専門学校である。

## 所在地
- 千葉県千葉市中央区新宿2-11-12

## 設置学科

### 昼間部（2年制）
- 観光科
観光トラベルコース（2026年4月名称変更申請中）
- テーマパーク科
テーマパークコース 　  エンターテイメントダンスコース（2026年4月新設認可申請中）
- 鉄道科
鉄道･交通サービスコース
- 国際ホテル科
ホテルコース
- ブライダル科
ウエディングプランナーコース
ビューティスタイリストコース
- エアライン科
キャビンアテンダントコース
グランドスタッフコース（2026年4月名称変更申請中）